# Buenas noches (programa de televisión español)
Buenas noches fue un programa de televisión, emitido por TVE entre 1982 y 1984. El espacio supuso la consagración definitiva de Mercedes Milá como uno de los referentes de la televisión en España.

## Formato
Se trataba de un espacio de entrevistas, que intercalaba actuaciones musicales. El programa estuvo muy marcado, en cualquier caso, por la fuerte personalidad de la presentadora y su peculiar modo de realizar entrevistas. 

## Polémicas
- El primer programa fue presentado, junto a Mercedes Milá, por el periodista Joaquim Maria Puyal. Éste sin embargo, presentó su dimisión tras la primera emisión, por una presunta incompatibilidad con el desempeño de otras actividades.[1]

- El espacio ofreció uno de los momentos más delirantes de la historia de la televisión en el país cuando, en entrevista realizada el 20 de octubre de 1983 al prestigioso escritor Camilo José Cela, éste reconoció ser capaz de absorber un litro de agua a través del ano, ante el estupor de la periodista, quien a su vez ofreció una palangana para una posible demostración en directo que, lamentablemente, nunca tuvo lugar.[2]